# Теперь его дозор окончен
«Теперь его дозор окончен» (англ. And Now His Watch Is Ended) — четвёртый эпизод третьего сезона фэнтезийного сериала канала HBO «Игра престолов» и 24-й в сериале. Эпизод снял Алекс Грейвз, а сценарий написали Дэвид Бениофф и Д. Б. Уайсс, премьера состоялась 21 апреля 2013 года.
Название эпизода повторяет фразу, которую принято говорить в Ночном Дозоре на похоронах.

## Сюжет

### В Королевской Гавани
Тирион (Питер Динклэйдж) просит у Вариса (Конлет Хилл) доказательства того, что королева пыталась убить его во время Битвы при Черноводной. Варис отвечает, что их у него нет, и рассказывает ему историю о том, как он стал евнухом из-за чародея в Мирре. Как только его история заканчивается, Варис открывает огромный ящик, внутри которого оказывается чародей, которого Варис искал в течение многих лет для мести. Позже Варис получает информацию от Рос (Эсме Бьянко), которая раскрывает планы лорда Бейлиша увезти Сансу Старк (Софи Тёрнер) в Орлиное гнездо, куда он направляется для женитьбы на Лизе Аррен. Продолжая расследования, Варис встречается с леди Оленной (Дайана Ригг), чтобы обсудить её интерес к Сансе. Он предупреждает её, что Бейлиш может стать опасным, если он получит больше власти, контролируя наследника Севера.
Король Джоффри (Джек Глисон) берёт леди Маргери (Натали Дормер) на экскурсию в Великую Септу Бейлора, где королева Серсея (Лина Хиди) и леди Оленна обсуждают предстоящую свадьбу. Маргери предлагает Джоффри выйти на крыльцо, чтобы поприветствовать толпу и продемонстрировать этим его любовь к подданным, этот поступок злит Серсею. Позже Серсея встречается со своим отцом, Тайвином (Чарльз Дэнс), чтобы обсудить важность возвращения Джейме назад, а также присутствие Тиреллов в Королевской Гавани. Серсея не доверяет Маргери из-за её способности манипулировать Джоффри. Маргери и Санса узнают друг друга ближе, когда Маргери находит Сансу за молитвами. Маргери выражает свою надежду, что Санса навестит Хайгарден, но Санса говорит, что Серсея не позволит ей покинуть Королевскую Гавань. Маргери отвечает, что после того, как она станет королевой, Санса выйдет замуж за её брата, сира Лораса.

### На Севере
Брану (Айзек Хэмпстед-Райт) снится очередной сон, где он бежит через лес, вместе с Жойеном Ридом (Томас Броди Сангстер), преследуя трехглазого ворона. Бран залезает на дерево в погоне за вороном, но падает, когда видит свою мать, Кейтилин (Мишель Фэйрли), которая говорит ему не карабкаться.
Где-то на севере Теон (Альфи Аллен) и юноша, что освободил его (Иван Реон), едут в Темнолесье, где Теона якобы ожидает сестра Яра. Находясь в подземном туннельном входе замка, Теон рассказывает юноше, что он на самом деле не нашёл мальчиков Старков. Поэтому он приказал Дагмеру убить двух сирот и выдать их за Брана и Рикона. Теон также жалеет о своём выборе и называет своим настоящим отцом казнённого Эддарда Старка. Когда они входят в замок, при свете факела выясняется, что Теона привели обратно в подземелье, откуда юноша помог ему сбежать. Он передает Теона стражникам, сообщая, что Теон сбежал и убил своих преследователей, а он привёл Теона обратно.

### В Речных Землях
По пути через Речные земли Локк (Ноа Тейлор) и его люди насмехаются над сиром Джейме Ланнистером (Николай Костер-Вальдау) из-за его отрубленной руки. Когда Джейме падает с коня, он выхватывает меч у одного из людей Локка и атакует их, но из-за увечья и того, что меч в левой руке, люди Локка справляются с ним и избивают. В лагере Бриенна (Гвендолин Кристи) разговаривает с Джейме, который отказывается от еды, говоря, что он хочет умереть. Она отчитывает его за то, что он «сдался», что он только попробовал вкус настоящей жизни, пусть и потеряв многое, говоря, что для того, чтобы отомстить Локку, ему нужно выжить.
Арью (Мэйси Уильямс), Джендри (Джо Демпси) и Сандора Клигана (Рори Макканн) привозят в логово «Братства без Знамён» Торос из Мира (Пол Кэй) и его люди. Их представляют Берику Дондарриону (Ричард Дормер). Дондаррион называет Клигана убийцей, но он отрицает это, говоря, что убийства он совершал для защиты принца Джоффри. Арья рассказывает Братству о Мике, сыне мясника, которого Клиган убил. Клиган отстаивает свои действия, так как он поверил в ложь Джоффри о том, что Мика атаковал его первым. Дондаррион приговаривает Клигана к испытанию поединком.

### За Стеной
Гренн (Марк Стэнли), Эдд (Бен Кромптон) и Раст (Люк Барнс) вынуждены убирать за свиньями, работая в Замке Крастера; Раст не доверяет Крастеру. Сэмвелл (Джон Брэдли) и Лилли (Ханна Мюррей) обсуждают, что случится с ее новорожденным сыном, если Крастер (Роберт Пью) узнает о его существовании. Люди Ночного Дозора хоронят павшего брата и вскоре возвращаются на ужин в Замок Крастера. Карл (Бёрн Горман) недоволен скудной едой, которой их кормит Крастер и бросает ему вызов. Раст приводит Крастера в ярость, назвав его ублюдком. Крастер хватает топор и бросается на Карла, который ударом ножа в горло убивает его. Когда лорд-командующий (Джеймс Космо) пытается сразиться с Карлом, Раст вонзает нож в его спину, после чего командующий падает и его добивают. Начинается драка среди братьев Ночного Дозора, а Сэм сбегает с Лилли и её младенцем.

### За Узким морем
Дейенерис (Эмилия Кларк) отдаёт одного из её драконов работорговцу Кразнису (Дэн Хильдебранд) в обмен на армию Безупречных. На протяжении всей встречи Кразнис оскорбляет её на валирийском языке. После завершения сделки Дейенерис рассказывает ему, что валирийский — её родной язык и она слышала всё, что он говорил. Дейнерис приказывает своей новой армии разграбить Астапор, убить работорговцев и освободить всех рабов, которых они найдут. Когда испуганный Кразнис пытается приказать Безупречным выступить против их новой хозяйки, Дейенерис приказывает своему дракону сжечь Кразниса. После окончания битвы Дейенерис освобождает Безупречных и говорит им, что они могут остаться с ней как свободные люди или уйти, если захотят. Никто не захотел покинуть её, выказывая ей свою поддержку стуком копий. Дейнерис выбрасывает кнут и вместе с армией покидает Астапор.

## Производство

### Сценарий

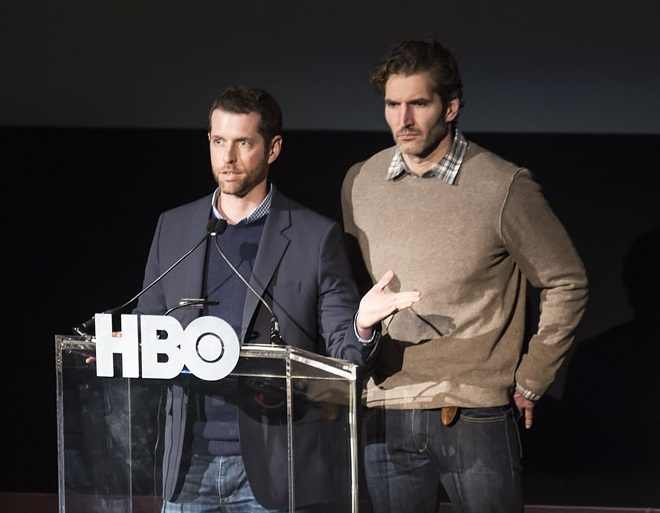
Сценарий к эпизоду написали создатели сериала Дэвид Бениофф и Д. Б. Уайсс.

Сценарий к «Теперь его дозор окончен» написали шоураннеры Дэвид Бениофф и Д. Б. Уайсс. Он был основан на романах Джорджа Мартина, главах Тирион X из «Битвы королей» и Джейме IV, Тирион II, Сэмвелл II, первой половины Арьи VI и второй половины Дейенерис III из «Бури мечей».
Бениофф и Уайсс посчитали этот эпизод одним из «крупных» и переломным моментом сериала. Уайсс сказал, что когда он читал книги, он был сметён финальной сценой с Дейенерис и вспомнил о том, как он думал как бы он смог передать это на экран, если бы мог снять фильм из этого.
Финальная сцена включает первый набросок Высокого Валирийского языка в сериале, кроме нескольких дежурных фраз, сказанных Дейенерис. До этого момента только Астапорский диалект Низкого Валирийского языка, креольскую форму древнего языка старой Валирийской Империи, можно было услышать, на нём говорил работорговец Кразнис. Дэвид Дж. Питерсон, создатель языков, нанятый сериалом, создал обе версии языка.

### Кастинг
Эпизод заново представляет лорда Берика Дондарриона, на этот раз сыгранного Ричардом Дормером. Дондарриона раньше сыграл Дэвид Майкл Скотт в небольшом появлении в первом сезоне в эпизоде «Золотая корона», в котором лорд Эддард Старк доверил ему задание захватить сира Григора Клигана.

### Режиссура
Эпизод был снят режиссёром Алексом Грейвзом, новичком в производстве. Продюсеры похвалили его работу, в особенности при обработке финальной сцены в Астапоре: «Он взялся за сцену, которая заставила нас понервничать — количество людей на съёмках, размер действий, количество эффектов — и всё это было сделано за несколько дней. Сцена, которая могла быть снята за восемь дней; у нас было два или три.»

### Места съёмок
Интерьеры эпизода были сняты на студии The Paint Hall в Белфасте, включая новое представление колоссальной Великой Септы Бейлора в Королевской Гавани. Также снимали в лесах Поместья Кландебой, где были построены декорации Замка Крастера и лагерь банды Локка. Сады, где Оленна и Варис прогуливаются, являются частью дендрария Трстено, Хорватия.
Сцены с Дейенерис были сняты в Марокко. Ранее во время трёх эпизодов город Астапор был представлен прибрежными валами Эс-Сувейры, на этот раз площадь и стены были установлены в Atlas Studio, в 5 километрах к западу от Уарзазата. Стены были построены для декораций города Иерусалима для фильма 2005 года «Царство небесное».

## Критика

### Рейтинги
Рейтинг эпизода сериала вырос, с обзором 4.87 миллионов зрителей и 2.6 делятся среди взрослых между возрастами 18 и 49 лет. На бис было просмотрено другими 1.03 миллионами, на общую сумму 5.90 миллионов зрителей за ночь.

### Награды
Эмилия Кларк получила номинацию на премию «Эмми» за лучшую женскую роль второго плана в драматическом сериале на 65-й церемонии вручения премии. Дайана Ригг была номинирована на премию «Эмми» в категории «Лучшая приглашённая актриса в драматическом сериале» за её представление в эпизоде, а сам эпизод получил две номинации за лучший монтаж звука и лучшее сведение звука для драматического сериала (один час) на 65-й творческой церемонии.